# Parque Musashinonomori
El Parque Musashinonomori (武 蔵 野 の 森 公園   Musashino no mori kōen?) es un parque en la región Musashino en el área metropolitana de Tokio.

## Localización
El parque está ubicado en el área fronteriza de las ciudades de Fuchū, Chōfu y Mitaka (localización: Asahi-cho 3-chome, Fuchū; Nishimachi, Chōfu; Osawa 5/6-chome, Mitaka); vecino al Aeropuerto de Chōfu y cercano a la Plaza Deportiva Musashino Forest y al Estadio Ajinomoto.
El parque es una zona boscosa, con instalaciones deportivas y zona para estacionamiento de autos. Su área es de 385,750 m², administrada por la Asociación del parque metropolitano de Tokio (東京都公園協会).
Planos y vistas satelitales. 35°40′36.1″N 139°31′23.7″E / 35.676694, 139.523250

## Inauguración
El parque fue inaugurado el 1 de abril de 2000.
Este parque fue el inicio de las carreras de ruta masculina y femenina en el ciclismo en los Juegos Olímpicos de Tokio 2020.